# Orejtyja
Orejtyja (gr. Ὠρείθυια Oreíthyia, łac. Orithyia) – w mitologii greckiej królewna ateńska.
Uchodziła za córkę Erechteusza. Była żoną boga Boreasza i matką Kalaisa, Zetesa, Kleopatry i Chione.
Według mitu Orejtyja została porwana przez Boreasza do jego siedziby w Tracji.